# Хасан, Аитзаз
Аитзаз Хасан Бангаш (по другим данным Хусейн; урду اعتزاز حسن‎, англ. Aitzaz Hasan; 1999, Хайбер-Пахтунхва, Пакистан — 6 января 2014, округ Хангу, Хайбер-Пахтунхва, Пакистан) — 14-летний ученик старших классов, кавалер ордена за храбрость Пакистана Sitara-e-Shujaat. Аитзаз Хасан был удостоен награды посмертно.
Аитзаз Хассан пожертвовал собой и не позволил пройти террористу-смертнику на территорию его деревенской школы.
6 января 2014 года Аитзаз Хасан заметил, как к школе приближается человек с поясом смертника. Хасан попытался остановить смертника, но он привёл в действие взрывное устройство. Террорист и Аитзаз Хасан погибли, но других жертв удалось избежать. На тот момент в школе находились около 2 000 учеников.
«Мой сын заставил плакать свою мать, но благодаря ему сотни других матерей сейчас не оплакивают своих детей» сказал отец подростка Муджахид Али.